# David Henige
David Henige   (1938) és un historiador estatunidenc, bibliògraf i erudit africanista. La major part de la carrera acadèmica de Henige ha trenscorregut en la Universitat de Wisconsin-Madison, on des de fa més de tres dècades que va ocupar el càrrec de bibliògraf en estudis africans a la Biblioteca de la UW-Madison. Henige ha escrit diversos llibres i més de 170 treballs acadèmics en les seves principals àrees d'interès, estudis d'Africa i la història, així com les contribucions substancials a la historiografia, biblioteconomia, epistemologia, la naturalesa d'història oral i mite, i les crítiques.
Com pregrau, Henige assistí a la Universitat de Toledo (Ohio) en la dècada del 1960, obtenint per primera vegada una llicenciatura i un màster en Història. El 1973 va completar el Doctor en Filosofia en Història d'Àfrica el 1973 a la Universitat de Wisconsin-Madison. Després de completar el seu doctorat, Henige va ensenyar durant un any a la Universitat de Birmingham.
Preferint l'autonomia d'un bibliògraf a la de professor, Henige tornar a Wisconsin el 1974 per ocupar un càrrec a la Biblioteca Memorial. Posteriorment va completar un mestratge en Biblioteconomia i documentació el 1978. Henige és el fundador i editor de la revista Història d'Àfrica entre 1974 i 2010.